# Okkyung Lee
Okkyung Lee, née en 1975 à Daejeon, est une violoncelliste, improvisatrice et compositrice sud-coréenne. Sa musique combine différents genres tels que le noise, le jazz et la musique coréenne traditionnelle.

## Biographie

### Formation
Lee s'installe à Boston en 1993 pour étudier au Berklee College of Music, où elle obtient en 1998 un double bachelor en composition et production contemporaine, et en écriture de musique de film. Elle obtient en 2000 une maîtrise en improvisation contemporaine au Conservatoire de musique de la Nouvelle-Angleterre.

### Carrière musicale
En 2000, Lee s'installe à New York et s'immerge dans l'avant-garde musicale de cette ville, en se produisant régulièrement dans la salle de concerts Tonic (en). Elle collabore avec un large éventail de musiciens et d'artistes, dont Laurie Anderson, Arca, David Behrman, Mark Fell, Douglas Gordon, Jenny Hval, Vijay Iyer, Christian Marclay, Lasse Marhaug, Haroon Mirza, Thurston Moore, Ikue Mori, Stephen O'Malley, Lawrence D "Butch" Morris, Jim O’Rourke, Evan Parker, Marina Rosenfeld, Wadada Leo Smith, Swans, Cecil Taylor, C. Spencer Yeh et John Zorn.
Elle publie son premier album Nihm en 2005, sur le label Tzadik dirigé par John Zorn. Sur cet album, Lee (au violoncelle) est accompagnée d'un ensemble composé de Tim Barnes (percussion),  Shelley Burgon (harpe), Sylvie Courvoisier (piano), Trevor Dunn (contrebasse ), John Hollenbeck (batterie), Ikue Mori (électronique) et Doug Wieselman (clarinette).
Son deuxième album I Saw the Ghost of an Unknown Soul And It Said...  sort en 2008 sur le label Ecstatic Peace dirigé par Thurston Moore. Il est composé d'improvisations solo au violoncelle.
Son troisième album, Noisy Love Songs (for George Dyer), sort en 2010 sur le label Tzadik. Lee (au violoncelle) est accompagnée par Cornelius Dufallo (violon), Peter Evans (trompette), Craig Taborn (piano), Satoshi Takeishi (percussion et électronique) et Christopher Tordini (contrebasse).
Son quatrième album, Ghil, sort en 2013 sur le label Ideologic Organ dirigé par Stephen O'Malley. Il est composé de pièces solo, enregistrées à Oslo par le musicien noise Lasse Marhaug.
En 2013, Lee a été la commissaire du festival Music Unlimited à Wels, en Autriche, auquel elle a donné le titre de "The most beautiful noise on earth" (le plus beau bruit sur terre).
Elle dirige depuis 2016 un ensemble nommé Yeo-Neun Quartet, qui comporte Maeve Gilchrist (harpe), Jacob Sacks (piano) et Eivynd Opsvik (basse). Son travail avec cet ensemble, qui est influencé par la musique coréenne traditionnelle, figure sur son album Yeo-Neun, publié en 2020 sur Shelter Press.

### Distinctions
En 2007, Lee obtient la bourse Meet the Composer MetLife Creative Connections, ainsi qu'une commande d'œuvre par le New York State Council On The Arts.
En 2010, elle reçoit une bourse de la Fondation pour les arts contemporains de New York, qui lui permet de se produire à l'étranger et d'y collaborer avec divers artistes. Elle publie peu après l'album Noisy Love Songs, auquel participent notamment Ikue Mori et Peter Evans.
En 2015, elle se voit décerner un prix Doris Duke Performing Artist Award.

## Discographie

### Œuvres solo
- Nihm (Tzadik, 2005)
- I Saw The Ghost of an Unknown Soul And It Said… (Ecstatic Peace, 2008)[3]
- Noisy Love Songs (for George Dyer) (Tzadik, 2010)[8]
- Ghil (Ideologic Organ/Editions Mego, 2013)[4]
- Dahl-Tah-Ghi (Pica Disk, 2018)
- Cheol-Kkot-Sae (Steel.Flower.Bird) (Tzadik, 2018)
- Speckled Stones and Dissonant Green Dots (Notice Recordings, 2018)
- Yeo-Neun (Shelter Press, 2020)[7]
- Teum (The Silvery Slit) (Portraits GRM, 2020)[10]
- 나를 (Na-Reul) (Corbett vs Dempsey, 2021)

### Collaborations
- Rubbings, avec Christian Marclay sur From The Earth to the Spheres Vol. 7 (Opax, 2005; A Silent Place, 2006). Split LP avec My Cat is an Alien.
- Still Life with Commentator, par Vijay Iyer et Mike Ladd (Savoy Jazz, 2007)
- Check for Monsters, avec Steve Beresford et Peter Evans (Emanem, 2009)
- Spiritual Dimensions, par Wadada Leo Smith (Cuneiform Records, 2009)
- Femina, par John Zorn (Tzadik, 2009)
- Dicteé/Liber Novus, par John Zorn (Tzadik, 2010)
- The Bleeding Edge, avec Peter Evans et Evan Parker (psi, 2011)
- Anicca, avec Phil Minton (Dancing Wayang, 2011)
- Cold / Burn, avec Anla Courtis, C. Spencer Yeh et Jon Wesseltoft (Feeding Tube Records, 2012)
- Almost Even Further, avec 6ix (Leo Records, 2012)
- White Cables, Black Wires, avec John Edwards (Fataka, 2013)
- Look Right, avec Nina de Heney et Lisa Ullén (LJ Records, 2013)
- Holding It Down: The Veterans' Dreams Project, par Vijay Iyer et Mike Ladd (Pi Recordings, 2013)
- Wake Up Awesome, avec Lasse Marhaug et C. Spencer Yeh (Software, 2013)[11],[12]
- Piper, avec Jon Wesseltoft (Holidays Records, 2014)
- Skein, avec Richard Barrett, Tony Buck, Frank Gratkowski, Wilbert de Joode, Achim Kaufmann (Leo Records, 2014)
- Seven, par Evan Parker Electroacoustic Septet (Victo, 2015)
- Live at Stone, avec Chris Corsano et Bill Nace (Open Mouth, 2015)
- A Pattern For Becoming, par Mark Fell (The Tapeworm, 2015)
- Live at Cafe Oto, avec Bill Orcutt (Otoroku, 2016)
- Cloud of Unknowing on The Glowing Man par Swans (Mute/Young God, 2016)
- Amalgam, avec Christian Marclay (Northern Spy Records, 2016)[13]
- Obelisk, par Ikue Mori (Tzadik, 2017)
- Libra Rising, avec Chris Corsano et Ches Smith (Bandcamp, 2018)
- The Air Around Her, avec Ellen Fullman (1703 Skivbolaget, 2018)